# Коламбия Пикчерз не представляет (песня)
«Коламбия Пикчерз не представляет» — песня российской группы «Банд’Эрос», выпущенная в 2006 году. Композиция стала первым хитом коллектива и вошла в их одноимённый дебютный студийный альбом.

## О песне
Автором песни и её продюсером стал Александр Дулов. Он рассказал, что «Коламбия» родилась от припева, а её основная тема — это история про большое количество не самых интеллектуальных кинофильмов Голливуда (в основном боевиков), которые влияют на сознание людей. По словам продюсера, песню изначально не брали на радио из-за неформата, ситуация поменялась только после вмешательства Universal. «Тогда песня полезла к первым местам хит-парадов — и хотя в ней и пелось, что „нам похуй на хит-парады“, это не могло не радовать. С того момента всё у нас пошло гораздо бодрее», — поделился Дулов.

## Музыкальное видео
Видео было снято эстонским режиссёром Хиндреком Маасиком.

## Отзывы
Алексей Мажаев из InterMedia отметил, что песня отличается приставучим рефреном «Коламбия Пикчерз не представляет», за счёт которого группа действительно вырвалась в лидеры по продаже рингтонов, и уже фирменной циничной иронией на грани фола.
Музыкальный критик Александр Горбачёв включил композицию в свою книгу «Не надо стесняться. История постсоветской поп-музыки в 169 песнях», написав: «На первый взгляд, „Коламбия Пикчерз“ — более универсальный вариант российского R’n’B, чем народнический проект Серёги и Бьянки: бит в духе 50 Cent, борзый рэп, красочные мелизмы вокалисток, удачные и смешные каламбуры. Этого уже немало — но если присмотреться, в песне обнаружится вагон подтекстов. „Коламбия“ как бы оппонирует культурному доминированию США — и при этом сама целиком собрана из американских приёмов и примет, что можно прочитать как сложный случай метакритики».

## Награды
Группа за песню была отмечена статуэткой «Золотого граммофона» и дипломом «Песни года». Также «Коламбия» номинировалась на премии Муз-ТВ 2007 как «лучшая песня» и «лучший рингтон».

## Чарты

### Еженедельные чарты
| Чарт (2006)      | Высшая позиция |
| ---------------- | -------------- |
| Россия (TopHit)  | 15             |
| СНГ (TopHit)     | 11             |
| Украина (TopHit) | 6              |

### Ежемесячные чарты
| Чарт (2006)      | Высшая позиция |
| ---------------- | -------------- |
| Россия (TopHit)  | 20             |
| СНГ (TopHit)     | 17             |
| Украина (TopHit) | 9              |

### Годовые чарты
| Чарт (2006)      | Позиция |
| ---------------- | ------- |
| Россия (TopHit)  | 55      |
| СНГ (TopHit)     | 56      |
| Украина (TopHit) | 41      |